# Klaseskærm
Klaseskærm (Oenanthe) er en slægt af planter, der består af omkring 40 arter, hvoraf fem findes vildtvoksende i Danmark. 

## Arter
De danske arter i slægten:
- Engklaseskærm (Oenanthe lachenalii)
- Giftklaseskærm (Oenanthe crocata)
- Vandklaseskærm (Oenanthe fistulosa)
- Billeboklaseskærm (Oenanthe aquatica)
- Flodklaseskærm (Oenanthe fluviatilis)